# Contra Costa Centre
Contra Costa Centre – jednostka osadnicza w Stanach Zjednoczonych, w stanie Kalifornia, w hrabstwie Contra Costa.